# Aleksander Tammert
Aleksander Tammert (* 2. února 1973, Tartu, Tartumaa) je estonský atlet, jehož specializací je hod diskem.
Na letních olympijských hrách v Athénách v roce 2004 vybojoval bronzovou medaili. Ve finále měřil jeho nejdelší pokus 66,66 m. O dva roky později získal bronz také na mistrovství Evropy v Göteborgu. Mezi jeho úspěchy patří také zlatá medaile, kterou získal na světové letní univerziádě v Pekingu v roce 2001.